# Arthur Caley
Ne doit pas être confondu avec Arthur Cayley.
Routh Goshen, né Arthur James Caley au lieu-dit The Well, à Sulby sur l'île de Man en 1824, et mort à Middlebush (New Jersey), le 12 février 1889, aussi surnommé le « Géant de Sulby » (the Sulby Giant), était un homme atteint de gigantisme.

## La première vie d'Arthur Caley
Né dans une maison de la campagne mannoise, dont les ruines sont encore visibles aujourd'hui, fils d'Arthur Caley (1781-1847) et d'Anne Kewley (1780-1864), Arthur Caley apprend dans son enfance le métier de fermier. Ce n'est qu'après ses dix premières années que l'on se rend compte qu'il grandit de façon anormale. Il finit par mesurer 2,286 mètres (7 pieds, 6 pouces) à l'âge de 22 ans. Doté en outre d'une corpulence très imposante (environ 180 kg), il est si fort qu'on le disait capable de porter un sac de farine dans une seule main. Cette corpulence fait de lui un vrai géant, contrairement à la plupart des hommes de très haute taille qui se caractérisent par une maigreur caractéristique. À cet égard Caley est extrêmement massif.
Une légende à son sujet a longtemps couru, selon laquelle il vivait, sur l'île de Man, à l'hôtel de Sulby Glen, dont les portes sont très larges. Mais il s'est avéré que l'hôtel avait été construit à une date postérieure, excluant de fait la possibilité que le géant de Sulby y ait vécu. Son agent, qui avait souscrit pour lui une assurance de 2 000 livres sur sa vie, l'exhibe dans une foire à Manchester, puis à Londres, en 1852, enfin à Paris, l'année suivante, où on lui fait mener un train de vie somptueux qui lui cause une violente indigestion. Il serait mort des suites de ces désordres physiques, à l'âge de 24 ans. C'est ainsi que, un an après la venue du géant mannois dans la capitale française, sa mère, Anne Kewley, reçoit une lettre l'informant de la mort de son fils.

## Caley ou Goshen Routh?

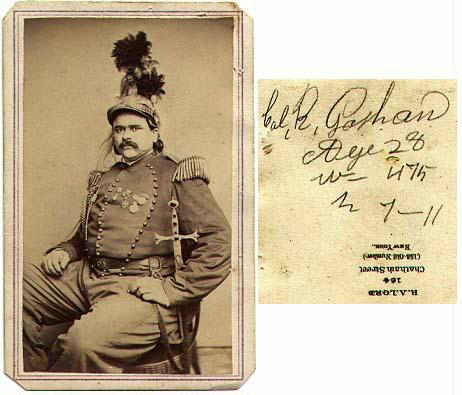
Portrait de Goshen Routh.

On prétendit toutefois à l'époque que l'annonce de la mort de Caley n'était qu'un canular, que l'annonce de son décès était une fraude à l'assurance, qu'un tronc d'arbre avait été disposé dans un imposant cercueil et que, après son séjour parisien, le géant mannois était parti pour les États-Unis, où, sous le nom de Colonel Goshen Routh, il avait été employé par Phineas Taylor Barnum, propriétaire du cirque Barnum & Bailey. Aux États-Unis, ce Goshen Routh était connu sous les pseudonymes de « Géant de Middlebush » et, plus étonnamment, de « Géant de Palestine ». Certains prétendaient en effet qu'il était né à Jérusalem, de parents arabes. Selon certaines sources, sur son lit de mort, en 1889, Goshen Ruth aurait révélé qu'il était en fait Arthur Caley, le géant de Sulby.
C'est seulement en 1980 que la polémique sur la mort de Caley refit surface lorsqu'une lettre anonyme, adressée à l'Église réformée de Middlebush, affirma que Goshen Routh était né sous le nom d'Arthur Caley, à Sulby, sur l'île de Man, en 1827.
Depuis janvier 2007, le Manx Museum, à Douglas (île de Man), expose un moulage de la main gauche de Goshen Routh, en émettant la supposition qu'il s'agissait bien de celle d'Arthur Caley.